# Limnephilus sitchensis
Limnephilus sitchensis is een schietmot uit de familie Limnephilidae. De soort komt voor in het Nearctisch gebied.